# Geoglomeris etrusca
Geoglomeris etrusca är en mångfotingart som beskrevs av Jean-Paul Mauriès 1984. Geoglomeris etrusca ingår i släktet Geoglomeris och familjen klotdubbelfotingar. Inga underarter finns listade i Catalogue of Life.